# Allan Theo
 (septembre 2022).
Si vous disposez d'ouvrages ou d'articles de référence ou si vous connaissez des sites web de qualité traitant du thème abordé ici, merci de compléter l'article en donnant les références utiles à sa vérifiabilité et en les liant à la section « Notes et références ».
Allan Rouget, dit Allan Theo, est un auteur-compositeur-interprète né le 11 avril 1972 à Saint-Amand-Montrond dans le Cher. Il est révélé en janvier 1998 par son premier single Emmène-moi.

## Biographie
Aîné d'une fratrie de quatre enfants, Allan Theo naît le 11 avril 1972 à Saint-Amand-Montrond, alors que ses parents ne sont âgés que de 19 ans. Sa mère, secrétaire, est passionnée par les artistes issus de la Motown et par le jazz, tandis que son père, électricien, l'initie dès l'enfance à la musique rock des Sex Pistols et des Doors. Il tournera rapidement le dos à ce style musical en raison de relations difficiles avec son père.
À 7 ans, il est inscrit au conservatoire de Versailles où il apprend brièvement le solfège. À 10 ans, alors qu'il réside Grenoble, il s'intéresse à la musique péruvienne et demande à sa mère de lui offrir une flûte de Pan. Cela lui permettra plus tard de jouer dans des camps itinérants. C'est à 12 ans qu'il découvre son instrument phare : le piano. Passant d'un petit clavier monophonique au piano d'un ami, il se fait rapidement connaître des écoles de musique et des magasins spécialisés, où il se rend pour pratiquer. Il se tourne alors vers le Jazz qu'il apprend à partir de méthodes et joue des quartets, sur le modèle de son idole de l'époque Keith Jarrett.
Il monte des groupes avec des camarades du lycée, ce qui lui permet d'interpréter ses chansons à l'occasion de la Fête de la musique. Bon élève, il obtient son bac littéraire et poursuit ses études avec un BTS de commerce international. Il se focalise alors sur son avenir professionnel et met de côté la musique. C'est à l'occasion d'un stage à l'étranger qu'il s'assoie au piano dans un bar et qu'il rejoue pendant des heures ; la musique s'impose alors comme le métier qu'il désire exercer.

### Carrière

#### Solo
En 1998, il sort son premier album, Emmène-moi, qui devient disque d'or en France (plus de 100 000 exemplaires), porté par les titres Emmène-moi, Lola et Soñar.
En 2001, il auto-produit son deuxième album, Soupir, où il est à la fois auteur, compositeur et interprète. Cet album de style folk sort au Québec en 2002.
En 2007, Allan Theo signe avec un label indépendant, Bonsaï Musique, pour l'album Theo. Il fonde le Theo-Group et se produit dans les cafés-concerts. Le groupe fait partie des "Découvertes Jeunes Talents" lors de l'édition 2008 du festival Solidays. Il participe également au collectif de lutte contre la maladie d'Alzheimer, Les Marguerites, présent sur le single J'y étais pas signé chez Midi52/EMI.
En septembre 2010, il atteint les 100 000 euros requis pour la production de son prochain album, grâce à ses 1 425 internautes producteurs. Sur cet opus, Reprends les armes, sorti le 16 mai 2011, Allan Theo est à la fois auteur, compositeur, réalisateur et interprète de tous les instruments, à l'exception des cordes.
En 2015, il crée un groupe inititulé The Stern, accompagné sur ce projet par une violoniste, Cécilia Rollin. Le premier single du groupe s'intitule Yell et un second single intitulé Win the war suit fin 2017. En 2019, The Stern change son nom en Orchestraa, qui se transforme en album électro accompagné d'un orchestre philharmonique.

#### En groupe

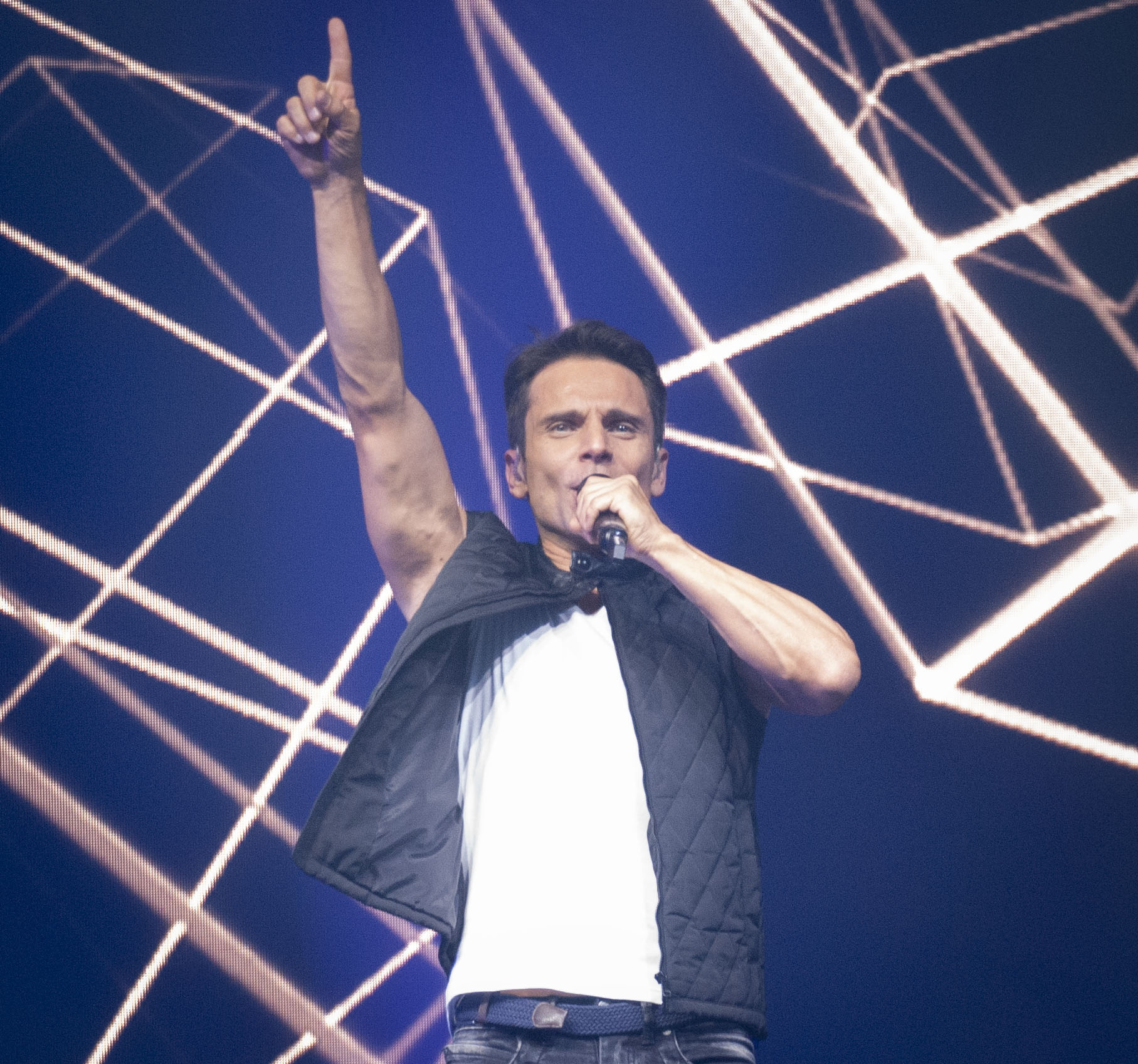
Born in 90

En juin 2015, pour fêter les 20 ans du phénomène boys band en France, Frank Delay (2Be3) lui propose de faire partie du groupe Génération Boys Band en compagnie de Chris Keller (G-Squad). En février 2017, le groupe publie un titre inédit intitulé Fan de toi. Le groupe crée en 2017 un spectacle musical intitulé Boys Band Forever : la presque comédie musicale, mis en scène par Hugo Rezeda et joué à plusieurs reprises à l'Apollo Théâtre à Paris. Le 28 mai 2018, il fait ses premiers pas au théâtre dans la pièce Histoire d'un merle blanc d'Alfred de Musset, au Théâtre BO Saint-Martin. Le 2 septembre 2018, il apparait en tant que guest-star dans le 9e épisode de la 18e saison de la série Les Mystères de l'amour ou il forme un groupe musical avec Pierre (Frank Delay des 2Be3) et Chris (Chris Keller des G-Squad). Le groupe participe à la tournée des Zénith du spectacle Born in 90 à la fin de l'année 2019. Il quitte le groupe Génération Boys Band en 2023, pour se consacrer pleinement à sa carrière solo.

#### Retour en solo
Le 9 février 2024, il publie le single Guardalo. En mars 2024, il participe à la troisième saison de la version belge de l'émission Les Traîtres, sur RTL TVI. Il est éliminé lors de l'épisode 3.Le 12 avril 2024, il sort un single intitulé Sin compromiso. Le 14 juin 2024, il sort un nouveau titre Tu y yo.

## Discographie

### Albums
| Année | Titre              | Ventes            | Certifications |
| ----- | ------------------ | ----------------- | -------------- |
| 1998  | Emmène-moi         | France : +190 000 | France : Or    |
| 2002  | Soupir             | -                 | -              |
| 2007  | Theo               | -                 | -              |
| 2011  | Reprends les armes | -                 | -              |

### Singles
- 1997 : Emmène-moi
- 1997 : No Olvidarás (version espagnole de Emmène-moi)
- 1998 : Lola
- 1998 : Soñar
- 1998 : Vivre sans elle
- 1998 : J'aurais voulu te dire
- 2002 : Gipsy Girl
- 2002 : Du vent
- 2005 : Un secret pour personne
- 2006 : J'ai pas demandé
- 2011 : Je dérive
- 2011 : Vivre au soleil
- 2024 : Guardalo
- 2024 : Sin Compromiso
- 2024 : Tu Y Yo
- 2025 : Un monde à nous

## Théâtre
- 2018 - 2021 : Histoire d'un merle blanc d'Alfred de Musset, avec Hugo Rezeda[10]

## Spectacle
- 2017 - 2018 : Boys Band Forever : la presque comédie musicale avec Frank Delay et Chris Keller, mise en scène de Hugo Rezeda.

## Filmographie
- 2018 : Les Mystères de l'amour (saison 18, épisodes 9 Rentrée agitée, 10 Rencontre fortuite et 20 Miraculeux) : Allan.

## Télévision
Il fait une apparition à la télévision sur RTL TVI en mars et avril 2024, dans la troisième saison de la version belge du jeu Les Traîtres.